# ثياكلوبريد
ثياكلوبريد (بالإنجليزية: Thiacloprid)‏ هو مبيد حشري لفئة نيونيكوتينويد. تشبه آلية عملها مع مبيدات النيونيكوتينويد الأخرى وتنطوي على اضطراب الجهاز العصبي للحشرة عن طريق تحفيز مستقبلات الأسيتيل كولين النيكوتين. تم تطوير الثياكلوبريد بواسطةِ شركة باير لاستخدامه في المحاصيل الزراعية للتحكم في مجموعة متنوعة من الحشرات الماصة والمضغية، وخاصة حشرات المن والذباب الأبيض.

## الحظر
تم حظر مادّة الثياكلوبريد في فرنسا منذ الأول من أيلول/سبتمبر 2018. إن المبيدات النيونيكوتينويدية الخمسة المحظورة في فرنسا هي أسيتامبريد، وكوثيانيدين، وإيميداكلوبريد، وثياكلوبريد، وتياميثوكسام.

## روابط خارجية
قائمة Thiacloprid على pubchem.ncbi.nlm.nih.gov
قائمة Thiacloprid في oxnetoxnet.nlm.nih.gov (تمت المراجعة 3/28/2019)[وصلة مكسورة]
ثياكلوبريد. التسامح مع مبيدات الآفات: قاعدة من قبل وكالة حماية البيئة بتاريخ 02/06/2013 Federalregister.gov
صحيفة وقائع مبيدات الآفات اسم المادة الكيميائية: ثياكلوبريد سبب الإصدار: التسجيل المشروط تاريخ الإصدار: 26 سبتمبر 2003 www3.epa.gov
PPDB: قاعدة بيانات خصائص مبيدات الآفات في جامعة هيرتفوردشاير تصف السمية لـ Apis mellifera بأنها «معتدلة» موجز: Thiacloprid: نحلة تضر بمبيدات الآفات بأصدقاءoftheearth.uk (حوالي 2014)